# Ameca (miasto)
Ameca – miasto w zachodniej części meksykańskiego, stanu Jalisco, położone około 50 km na zachód od stolicy stanu – Guadalajary, leżące nad rzeką o tej samej nazwie. Jest siedzibą władz gminy Ameca. Miasto w 2010 r. zamieszkiwało 36 006 osób, natomiast całą gminę 57 340 osób. Klimat Ameca jest subtropikalny, według klasyfikacji Wladimira Köppena, należy do umiarkowanie ciepłych (Cwa), z łagodnym, umiarkowanie wilgotnym latem i suchą zimą.   